# 2 Bad
"2 Bad" é uma canção do cantor Michael Jackson que fez parte do filme Michael Jackson's Ghosts mas que somente foi lançada como um remix no álbum Blood on the Dance Floor: HIStory in the Mix em 1997.
Em meados de 1997, Michael confessou em entrevista à revista Black & White que não gostava de remixes. "O que posso dizer é que eu não gosto deles", disse Jackson. "Eu não aprecio o fato de alguém mexer na minha canção e transformá-la em uma coisa completamente diferente". O remix de "2 Bad", produzido por Wyclef Jean especialmente para o álbum, contém um sample de "Beat It", sucesso do álbum Thriller em 1983.